# Меркин, Мишель
Мишель Меркин (англ. Michele Merkin; родилась 25 июня 1975 года) — американская модель и телеведущая.

## Биография
Родилась в Сан-Франциско в еврейско-шведской семье. Училась в школе-интернате в Англии. Её мать родом из Швеции, в молодости была моделью. Отец — еврей родом из России. Меркин быстро выросла и достигла роста 1,80 м в возрасте 14 лет.
Меркин начала работать в качестве модели в возрасте 15 лет. Она проживала в Париже, Милане, Нью-Йорке и Лос-Анджелесе. Её фотографии появлялись в таких журналах как ELLE, Marie Claire, Harper's Bazaar и Vogue, а также более чем в 60 рекламных роликах.